# Союз ТМ-21
Союз ТМ-21 — пилотируемый космический аппарат из серии «Союз ТМ».

## Экипаж

### На взлёте
- Владимир Дежуров (1-й полёт) — командир
- Геннадий Стрекалов (5-й полёт) — бортинженер
- Норман Тагард (5-й полёт) — космонавт-исследователь

### На посадке
- Анатолий Соловьёв (4-й полёт) — командир
- Николай Бударин (1-й полёт) — бортинженер

## Параметры полёта
- Масса аппарата: 7150 кг
- Перигей: 200,86 км
- Апогей: 247,45 км
- Наклонение: 51,65°
- Период обращения: 88,69 мин

## Описание полёта
«Союз ТМ-21» был первым кораблём, запущенным в рамках программы «Мир» — «Шаттл». Кроме того, впервые американский астронавт полетел в космос на борту корабля «Союз». Экипаж корабля был возвращён на Землю космическим челноком «Атлантис» (миссия STS-71).
В период с 14.03 по 18.03.1995 г. в течение 111 часов 35 мин 27 сек на орбите работало рекордное количество космонавтов и астронавтов (13 человек) -Александр Викторенко, Елена Кондакова, Валерий Поляков, Владимир Дежуров, Геннадий Стрекалов, Норман Тагард, Уильям Грегори, Стивен Освальд, Тамара Джерниган, Джон Грансфелд, Уэнди Лоуренс, Рональд Паризи, Торнтон Дарранс.
За время полёта экипаж совершил пять выходов в открытый космос, имевших целью подготовить стыковку модуля «Спектр»:
- 12 мая 1995. Стрекалов и Дежуров. Длительность 6:14:32. Выход из шлюзового отсека модуля «Квант-2». Подключение контейнера с приводом системы ориентации солнечных батарей к бортовой сети модуля «Квант». Складывание 3 секций многоразовой солнечной батареи на модуле «Кристалл».
- 17 мая 1995. Стрекалов и Дежуров. Длительность 6:42:00 (точная длительность неизвестна, так как при возвращении космонавты забыли записать время закрытия люка, а сама станция находилась вне зоны радиоконтакта с ЦУПом[1]. Выход из шлюзового отсека модуля Квант-2. Полное складывание многоразовой солнечной батареи на модуле «Кристалл», перенос её на модуль «Квант-2».
- 22 мая 1995. Стрекалов и Дежуров. Длительность 5:14:51. Выход из шлюзового отсека модуля «Квант-2». Установка многоразовой солнечной батареи на модуле «Квант-2» и её подключение к системе электропитания. Складывание на 12 секций ещё одной многоразовой солнечной батареи на модуле «Кристалл».
- 29 мая 1995. Стрекалов и Дежуров. Длительность 21:00. Внутри переходного отсека базового блока. Перенос устройства стыковки с оси −Y на ось −Z.
- 2 июня 1995. Стрекалов и Дежуров. Длительность 22:50. Внутри переходного отсека базового блока. Перенос устройства стыковки с оси −Z на ось −Y.

Во время экспедиции к станции Мир был пристыкован научно-исследовательский модуль «Спектр».
4 июля 1995 10:55:01 (UTC) была произведена отстыковка «Союз ТМ-21» (экипаж: Соловьёв,Бударин) от модуля «Квант» комплекса «Мир» — «Атлантис STS-71». Экипаж станции «Мир» после расстыковки: Дежуров, Стрекалов, Тэгард, Гибсон, Прекорт, Бейкер, Харбо, Данбар.
4 июля 1995 11:09:42 (UTC) была произведена отстыковка «Атлантис» (экипаж: Гибсон, Прекорт, Бейкер, Харбо, Данбар, Дежуров, Стрекалов, Тэгард) от модуля «Кристалл» (ориентирован вдоль оси -X) станции «Мир». Станция «Мир» осталась без экипажа.
4 июля 1995 11:38:12 (UTC) была произведена стыковка «Союз ТМ-21» со стороны модуля «Квант» станции «Мир». Экипаж станции «Мир» после стыковки: Соловьёв, Бударин.